# Etica DIY
Con etica DIY (acronimo di Do It Yourself, equivalente dell'italiano fai da te) ci si riferisce ad un'etica anticonsumista dell'autosufficienza che prevede lo svolgimento di attività senza l'aiuto di un esperto pagato. L'etica del fai-da-te promuove l'idea che chiunque sia in grado di acquisire le conoscenze richieste per svolgere una certa varietà di compiti invece di affidarsi a dei tecnici. Il termine può riferirsi a una varietà di discipline, tra cui il miglioramento della casa, il primo soccorso, alcune attività politiche o i lavori creativi.
Piuttosto che sminuire o mostrare disdegno per coloro che si dedicano al lavoro manuale o ai mestieri qualificati, il fai-da-te sostiene l'individuo medio alla ricerca di tali conoscenze e competenze. Al centro dell'etica è l'empowerment degli individui e delle comunità, incoraggiando l'impiego di approcci alternativi di fronte a ostacoli burocratici o sociali per raggiungere i loro obiettivi.

## Cultura punk
Il DIY è un'etica nata e diffusa all'interno della cultura punk, che propugna il rifiuto per le major della distribuzione musicale, ritenute capitaliste, espresso nello slogan DIY not EMI, e la formazione di etichette indipendenti con cui pubblicare i propri album. Tra le etichette più importanti nate da quest'etica Flat Earth Records, Loony Tunes Records, Profane Existence e Crass Records, mentre tra i gruppi più noti si segnalano Black Flag, Crass e Fugazi. 
Quest'etica è diffusa principalmente nell'anarcho punk e nell'hardcore punk, e l'e etichette simbolo possono essere considerate la SST Records e la Crass Records, che ha pubblicato moltissimi gruppi anarcho punk degli anni '80 fra cui Flux of Pink Indians, Rudimentary Peni e Conflict. Dall'autoproduzione dei dischi poi l'etica del DIY si è anche espansa, per abbracciare sempre più aspetti della vita quotidiana e della commercializzazione. 
Un altro aspetto importante del DIY è la produzione e distribuzione di fanzine, ossia giornali autoprodotti, che cercavano di diffondere notizie e idee della scena punk. Col tempo poi si è arrivati anche a magliette, toppe, spille e beni di consumo materiali, quali saponi e oggetti per la cura del corpo.
Grazie all'hardcore americano dei primi '80, il DIY ha avuto una larghissima diffusione tra i gruppi e i giovani, fino a diventare una vera e propria scelta non solo musicale, ma anche di vita.